# ريوسوكي شيندو
ريوسوكي شيندو (باليابانية: 進藤 亮佑) (7 يونيو 1996 في سابورو في اليابان – )؛ هو لاعب كرة قدم ياباني سابق كان يلعب كمدافع.

## وصلات خارجية
- ريوسوكي شيندو على موقع رابطة كرة القدم اليابانية للمحترفين (اليابانية)
- ريوسوكي شيندو على موقع إي إس بي إن إف سي (الإنجليزية)
- ريوسوكي شيندو على موقع قاعدة بيانات كرة القدم.إي يو (الإنجليزية)
- ريوسوكي شيندو على موقع Soccerbase.com (لاعب) (الإنجليزية)
- ريوسوكي شيندو على موقع Soccerway.com (الإنجليزية)
- ريوسوكي شيندو على موقع عالم كرة القدم.نت (الإنجليزية)
- ريوسوكي شيندو على موقع كووورة